# Aloe schoelleri
Aloe schoelleri ist eine Pflanzenart der Gattung der Aloen in der Unterfamilie der Affodillgewächse (Asphodeloideae). Das Artepitheton schoelleri ehrt den deutschen Ethnologen Max Schoeller.

## Beschreibung

### Vegetative Merkmale
Aloe schoelleri wächst stammbildend, ist einfach oder bildet kleine Gruppen. Der niederliegende oder hängende Stamm erreicht eine Länge von 30 bis 100 Zentimeter und ist etwa 8 Zentimeter dick. Die 25 bis 40 ausgebreiteten, zurückgebogenen, deltoiden Laubblätter bilden eine Rosette. Die graugrüne, rötlich überhauchte Blattspreite ist 40 bis 52 Zentimeter lang und 9 bis 14 Zentimeter breit. Die deltoiden Zähne am rötlichen Blattrand sind 1 bis 2 Millimeter lang und stehen 50 bis 80 Millimeter voneinander entfernt. Der Blattsaft trocknet rötlich braun.

### Blütenstände und Blüten
Der Blütenstand ist einfach oder weist selten eine Zweig auf und erreicht eine Länge von 50 bis 80 Zentimeter. Die sehr dichten, konisch-zylindrischen Trauben sind 30 bis 45 Zentimeter lang. Die eiförmig-spitzen Brakteen weisen eine Länge von 18 bis 24 Millimeter auf und sind 8 bis 10 Millimeter breit. Die gelben bis blassrosaorangefarbenen Blüten stehen an 3 bis 5 Millimeter langen Blütenstielen. Sie sind 26 bis 32 Millimeter lang. Auf Höhe des Fruchtknotens weisen die Blüten einen Durchmesser von 6 bis 8 Millimeter auf. Darüber sind sie zur Mündung verengt. Ihre äußeren Perigonblätter sind auf einer Länge von 15 Millimetern nicht miteinander verwachsen. Die Staubblätter und der Griffel ragen 12 bis 14 Millimeter aus der Blüte heraus.

## Systematik und Verbreitung
Aloe schoelleri ist in Eritrea auf Klippen in Höhen von 2100 bis 2600 Metern verbreitet.
Die Erstbeschreibung durch Georg Schweinfurth wurde 1894 veröffentlicht.

## Nachweise